# Dundurn n.º 314
Dundurn n.º 314 es un municipio rural canadiense situado en la provincia de Saskatchewan.

## Superficie
Dundurn n.º 314 tiene una superficie de 799,97 km².

## Demografía
En 2021, tenía 2101 habitantes, una densidad poblacional de 2,6 hab./km², y 657 viviendas.